# Marta Belaustegui
Marta Belaustegui (Madrid, 6 de mayo de 1966) es una actriz española. También es la directora del festival de Cine 'Mujeres en Dirección' que se celebra en Cuenca.

## Trayectoria
Titulada en la Real Escuela Superior de Arte Dramático de Madrid (1983-1986). En 1984 es invitada a trabajar como actriz en el Teatro de Cámara dirigido por Ángel Gutiérrez, en el que permanecerá hasta 1991. Su primer trabajo como actriz es en el montaje Los escándalos de un pueblo (1983, Festival del Teatre Grec de Barcelona) en el papel de Orsetta; títulos al que seguirían: Las picardías de Scapin de Molière (1984), en el papel de Cervineta. Su interpretación de Lika en la obra La promesa de Arbusov (1985), tuvo un gran reconocimiento por parte de la crítica y el público; En 1987 participa en Entremeses de Cervantes, en el papel de Lorenza; en 1989 en Los balcones de Madrid estrenado en el Teatro La Taganka (Moscú), en el papel de Doña Ana; en 1990 en Los veraneantes de Gorki, como Varia; en 1991 en Ruy Blas de Víctor Hugo, en el papel de La Reina.
En 1993, estrena en el Festival de Mérida Las troyanas de Eurípides, con dirección de Eusebio Lázaro, en el papel de Casandra.
En 1995 inicia su andadura en el cine con la película Malena es un nombre de tango dirigida por Gerardo Herrero, Festival de Cine de Montreal; título al que seguirán Nicolai Vavilov, de A. Proskin; Cuestión de suerte dirección de Rafael Moleón (1997), nominada a la Mejor Actriz Revelación Europea; Cha-cha-chá, de Antonio del Real (1998); Polizeruf 110, de U. Stark (1999); Sí, quiero, de C. Zabala y E. Olasagasti (1999); Cuando vuelvas a mi lado, de Gracia Querejeta (1999), sección oficial del Festival Internacional de Cine de San Sebastián, Mención Especial del Jurado a la Interpretación-Dirección; Marta y alrededores, de J. Ruiz y N. Pérez de la Paz, sección oficial del Festival de Valladolid (1999); La rosa de piedra, de M. Palacios (1999); Las razones de mis amigos, de Gerardo Herrero (2000), sección oficial del Festival de Valladolid, Premio de Radio Nacional “Ojo Crítico” a la Mejor Interpretación Femenina y nominada al Fotogramas de Plata a la Mejor Actriz; Gitano, de M. Palacios (2000); X, de Luis Marías (2001); El deseo de ser piel roja, de A. Umbría (2002), sección oficial del Festival de Málaga; El amor imperfecto, de G. Davide Maderna (2002), Festival de Venecia, Premio Omega a la Mejor Actriz; Aunque estés lejos, de Juan Carlos Tabío (2003); El principio de Arquímedes, de Gerardo Herrero (2004), Nominada a Mejor Actriz por el Círculo de Críticos Cinematográficos; Lo mejor que le puede pasar a un cruasán, de Paco Mir(2004); Nicotina, de H. Rodríguez (2005); Las manos del pianista, de Sergio G. Sánchez (2008); Amores locos, de Beda do Campo (2009)
A lo largo de su carrera ha participado en un buen número de cortometrajes, entre los que destacan títulos como 7337 (Sergio G. Sánchez, Mejor Interpretación Femenina en el Festival de Cine de Terror de San Sebastián), Líneas de fuego (J. Calvo Dorado), Temporada baja (Sergio G. Sánchez, Mejor Actriz en el Festival de Cine de Alcalá de Henares en 2004) o Mi madre tiene la culpa (2005, L. Sánchez, Mejor Actriz en el Festival de Cine de Ponferrada en el año 2005).
En 1993 funda junto a Jesús Salgado la compañía Teatro del Duende. Produciendo los siguientes espectáculos: La tinaja de Luigi Pirandello; La cabeza del dragón de Valle-Inclán; Santa Cruz de Max Frisch; Roberto Zucco de Bernard-Marie Koltes; Vivir como cerdos de John Arden, dir. J. Salgado; Cervantes entre palos de Cervantes, dir. J. Salgado; La comedia de las equivocaciones de W. Shakespeare, dir. J. Salgado; La comedia del bebé de Edward Albee; Dile a mi hija que me fui de viaje de Denise Chalem.
En algunos de ellos  ha trabajado como actriz, destacando sus interpretaciones en los papeles de Fillico en La tinaja y de Caroline en Dile a mi hija que me fui de viaje.
Desde el 2006, dirige el Festival Internacional de Cine "Mujeres en Dirección".
En 2008 se estrena como directora en el cortometraje Bajo la máscara, realizado para el Ministerio de Igualdad dentro de la campaña "Menos es más" contra la violencia de género.
En 2014 encabeza el elenco de la adaptación teatral de la película de Vicente Aranda Amantes, retomando el papel que en su día encarnó Victoria Abril y un año después interviene en el montaje de El jardín de los cerezos. En 2015 estrena en la 60.ª edición de la SEMINCI (Semana Internacional de Cine de Valladolid) el cortometraje Flora de Carlos G. Velasco.

## Filmografía
| Año  | Título                                   | Personaje  | Dirección                          |
| ---- | ---------------------------------------- | ---------- | ---------------------------------- |
| 2019 | What the Eyes Can't See                  | Lucía      | Miguel Lafuente                    |
| 2018 | El cuaderno de Sara                      | Elsa       | Norberto López Amado               |
| 2015 | La decisión de Julia                     | Julia      | Norberto López Amado               |
| 2015 | Francisco: El padre Jorge                | Carmen     | Beda Docampo Feijóo                |
| 2009 | Amores locos                             | Susana     | Beda do Campo                      |
| 2008 | Las manos del pianista                   | Miranda    | Sergio G. Sánchez                  |
| 2004 | El principio de Arquímedes               | Marta      | Gerardo Herrero                    |
| 2003 | Lo mejor que le puede pasar a un cruasán | Gloria     | Paco Mir                           |
| 2003 | Nicotina                                 | Andrea     | Hugo Rodríguez                     |
| 2003 | Aunque estés lejos                       | María José | Juan Carlos Tabío                  |
| 2002 | X                                        | Beatriz    | Luis Marías                        |
| 2002 | El deseo de ser piel roja                | Ana        | Alfonso Ungría                     |
| 2001 | El amor imperfecto                       | Ángela     | Giovanni Maderna                   |
| 2000 | Las razones de mis amigos                | Marta      | Gerardo Herrero                    |
| 2000 | Gitano                                   | Lola Junco | Manuel Palacios                    |
| 1999 | La rosa de piedra                        | Ana        | Manuel Palacios                    |
| 1999 | Cuando vuelvas a mi lado                 | Adela      | Gracia Querejeta                   |
| 1999 | Sí, quiero...                            | Carmen     | Eneko Olasagasti y Carlos Zabala   |
| 1999 | Marta y alrededores                      | Marta      | Nacho Pérez de la Paz y Jesús Ruiz |
| 1998 | Cha-cha-chá                              | Marta      | Antonio del Real                   |
| 1996 | Cuestión de suerte                       | Pili       | Rafael Moleón                      |
| 1996 | Malena es un nombre de tango             | Reina      | Gerardo Herrero                    |

### Cortometrajes
| Año  | Título                                | Personaje       | Dirección            |
| ---- | ------------------------------------- | --------------- | -------------------- |
| 2019 | Imaginaria                            | Doctora         | Germán Roda          |
| 2015 | Mi hermano                            | Lucía           | Miguel Lafuente      |
| 2015 | Flora                                 | Flora           | Carlos G. Velasco    |
| 2009 | Bienes comunes                        | Lucía           | Paco Caballero       |
| 2005 | Mi madre tiene la culpa               | Loles           | Lucía García Silva   |
| 2005 | El invierno pasado                    | Lucía           | Rubén Alonso         |
| 2004 | 41.º                                  | Madre           | Santiago Garrido Rua |
| 2003 | Temporada baja                        | Laura           | Sergio G. Sánchez    |
| 2002 | Líneas de fuego                       | Teresa          | Jorge Dorado         |
| 2001 | Diminutos del calvario "El encuentro" | Chica del coche | Sergio G. Sánchez    |
| 2000 | 7337                                  | Maestra         | Sergio G. Sánchez    |

## Premios y candidaturas
Medallas del Círculo de Escritores Cinematográficos
| Año  | Categoría               | Película                   | Resultado |
| ---- | ----------------------- | -------------------------- | --------- |
| 2001 | Mejor actriz secundaria | Las razones de mis amigos  | Nominada  |
| 2004 | Mejor actriz            | El principio de Arquímedes | Nominada  |